# 姜義華
姜 義華（ジャン・イーフア、1939年 - ）は、中華人民共和国の歴史学者。復旦大学特別教授、中外現代化プロセス研究センター主任。

## 人物
江蘇省揚州市出身。1962年、復旦大学卒業。1979年、復旦大学講師。1982年、復旦大学副教授。1985年、復旦大学教授。上海歴史学会会長、上海市社会科学学会連合会副主席。
統一した国民市場の形成、犠牲になってきた個人の自由の獲得なしに、近代民族としての「中華民族」は生まれないし、そうしたものを内容としてもつ「新民族主義」なしに近代国民国家としての中国は形成されない、と強調している。